# John Surratt
Pour les articles homonymes, voir Surratt.

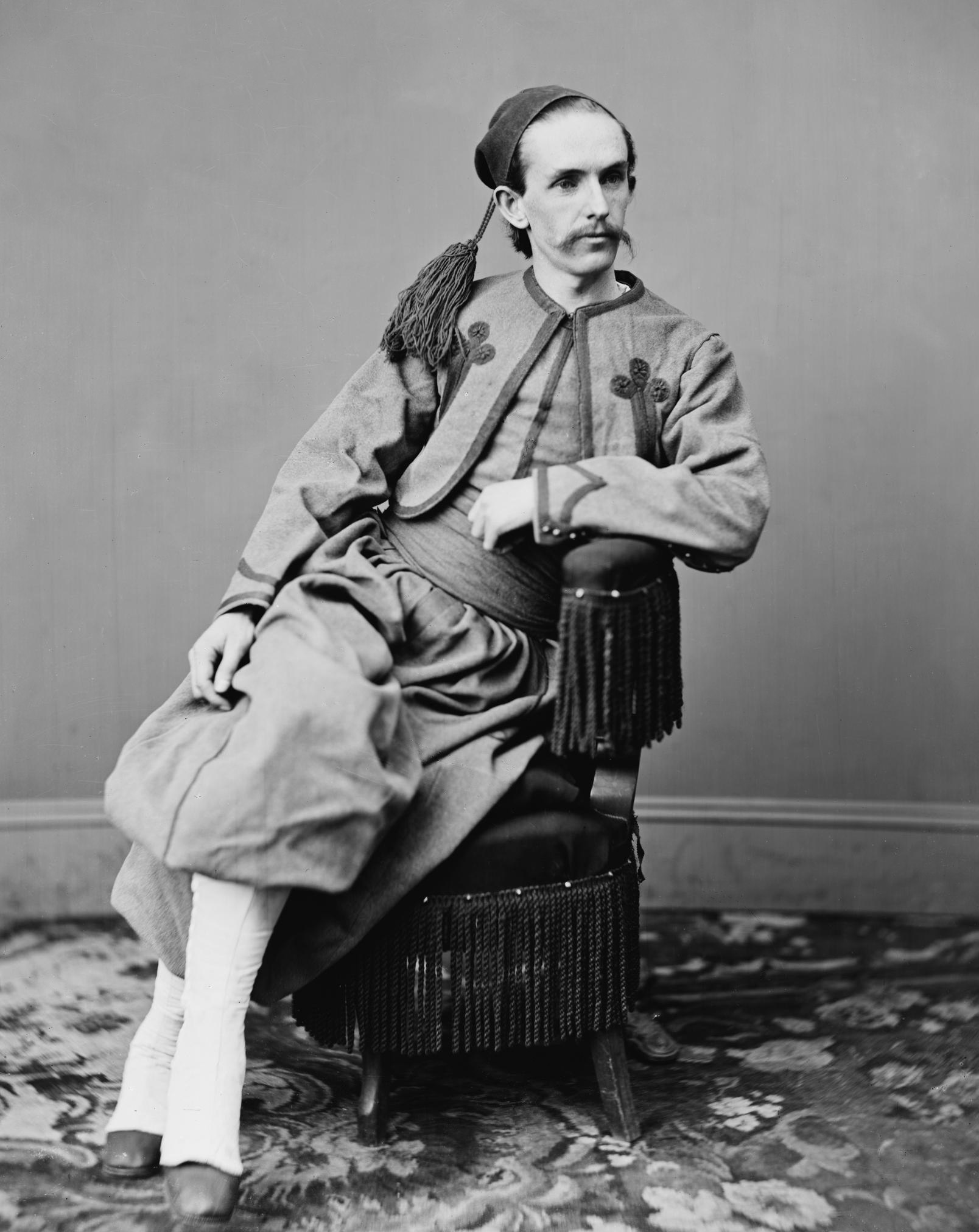
John Surratt, en uniforme des zouaves pontificaux.

John Harrison Surratt (13 avril 1844 - 21 avril 1916), est le maître de poste de Surrattsville dans le Maryland, lorsqu'éclate la guerre de Sécession. Il devient alors agent de renseignement des troupes confédérées. Surratt fut accusé d'avoir participé au complot organisé, en 1865 par John Wilkes Booth et qui conduisit à l'assassinat d'Abraham Lincoln. Ayant fui à l'étranger, il ne fut pas jugé en même temps que les autres conjurés, dont sa mère Mary. Capturé en Égypte, il fut extradé, en 1869, aux États-Unis grâce à l'action de Rufus King, jugé et acquitté du meurtre du président. Il mourut de pneumonie à l'âge de 72 ans. 

## Jeunesse
John Harrison Surratt naît à Congress Heights, un quartier du sud-est de Washington. Il est le fils de John Surratt et de Mary, née Jenkins. En 1861, John Surratt entreprend des études au séminaire St. Charles de Surrattsville dans le Maryland, mais en 1862, il prend la suite de son père, décédé subitement, comme maître de poste de Surrattsville. Lorsque débute la Guerre de Sécession, il devient courrier et agent secret de la Confédération.

## Complot contre Lincoln
En 1864, John Wilkes Booth a l'idée d'un plan d'enlèvement du président Lincoln. Il imagine de l'emmener au Sud comme otage pour forcer le Nord à négocier. À cette fin, Booth met en place un cercle de conspirateurs. C'est le docteur Samuel Mudd qui présente Surratt à John Wilkes Booth le 23 décembre 1864. Les autres conjurés sont Samuel Arnold, George Atzerodt, David Herold, Michael O'Laughlen et Lewis Powell, Mary Surratt.
Après l'assassinat de Lincoln par Booth en 1865, John Surratt s'enfuit au Canada, tandis que Mary Surratt, Lewis Powell, David Herold et George Atzerodt sont pendus à l'issue de leur procès (Booth étant mort lors de son arrestation).
Un temps soldat du pape puis capturé en Égypte, John Surratt fut renvoyé, en 1869, aux États-Unis, jugé et acquitté du meurtre du président Lincoln. Ayant toujours nié toute implication de sa part dans l'assassinat du président américain, il niera également jusqu'à sa mort toute implication éventuelle de sa mère[réf. souhaitée].